# Quadrat d'Atenes
Quadrat d'Atenes o Codrat (Àsia Menor?, mitjan s. I - Atenes?, segle ii) fou un escriptor cristià i bisbe d'Atenes. Un dels Setanta deixebles, és venerat com a sant a certes divisions de la cristiandat. S'ha identificat amb un dels pares apostòlics del primer cristianisme.

## Biografia
Segons Jeroni d'Estridó i Eusebi de Cesarea, fou deixeble dels apòstols. Eusebi l'esmenta diversos cops, però no se sap si sempre es refereix a una única persona o a dues (un deixeble dels apòstols, pare apostòlic, i el bisbe d'Atenes): molts autors consideren que els dos són la mateixa persona.
De les referències conegudes es creu que estava relacionat amb les filles de l'apòstol Felip. Encara que alguns pensen que podia ser atenenc el més probable és que fos originària de la part central de l'Àsia Menor. Si fos el mateix que el bisbe, fou nomenat bisbe d'Atenes i succeí al bisbe Publi, que havia mort durant una persecució als cristians en 125 o 129. Va presentar una apologia del cristianisme a l'emperador romà Hadrià, llavors a Atenes, obra perduda gairebé completament. En aquesta apologia, destacava la capacitat de Crist per fer miracles duradors (com guariments permaments) a diferència de mags falsos que pretenien tenir poders sobrenaturals. Al 126, però, sembla que encara no era bisbe i, si havia pogut sentir els apòstols, com assegura, hauria d'haver nascut vers la meitat del segle i i el 126 hauria de tenir més de 70 anys.
Eusebi de Cesarea, citant aquesta carta, atribueix a l'autor altres escrits i fets dubtosos, per la qual cosa la trajectòria del personatge roman parcialment desconeguda. Algunes referències diuen que va morir màrtir sota Hadrià.